# Florian Unruh
Florian Unruh (nacido Florian Kahllund, Rendsburg, 7 de junio de 1993) es un deportista alemán que compite en tiro con arco, en la modalidad de arco recurvo. Está casado con la arquera Lisa Unruh.
Participó en dos Juegos Olímpicos de Verano, obteniendo una medalla de plata en París 2024, en la prueba de equipo mixto (junto con Michelle Kroppen), y el sexto lugar en Tokio 2020, en la prueba individual.
Ganó dos medallas de plata en el Campeonato Mundial de Tiro con Arco al Aire Libre, en los años 2017 y 2023, una  medalla de oro en el Campeonato Mundial de Tiro con Arco en Sala de 2016 y cinco medallas en el Campeonato Europeo de Tiro con Arco al Aire Libre entre los años 2014 y 2024.
En los Juegos Europeos de Cracovia 2023 consiguió dos medallas, oro individual y bronce por equipo mixto. Además, consiguió una medalla de oro en los Juegos Mundiales de 2022.

## Palmarés internacional
| Juegos Olímpicos                 | Juegos Olímpicos          | Juegos Olímpicos  | Juegos Olímpicos |
| Año                              | Lugar                     | Medalla           | Prueba           |
| -------------------------------- | ------------------------- | ----------------- | ---------------- |
| 2024                             | París (Francia)           | Medalla de plata  | Equipo mixto     |
| Campeonato Mundial al Aire Libre |                           |                   |                  |
| Año                              | Lugar                     | Medalla           | Prueba           |
| 2017                             | Ciudad de México (México) | Medalla de plata  | Equipo mixto     |
| 2023                             | Berlín (Alemania)         | Medalla de plata  | Equipo mixto     |
| Campeonato Mundial en Sala       |                           |                   |                  |
| Año                              | Lugar                     | Medalla           | Prueba           |
| 2016                             | Ankara (Turquía)          | Medalla de oro    | Equipo mixto     |
| Juegos Europeos                  |                           |                   |                  |
| Año                              | Lugar                     | Medalla           | Prueba           |
| 2023                             | Cracovia (Polonia)        | Medalla de oro    | Individual       |
| 2023                             | Cracovia (Polonia)        | Medalla de bronce | Equipo mixto     |
| Campeonato Europeo al Aire Libre |                           |                   |                  |
| Año                              | Lugar                     | Medalla           | Prueba           |
| 2014                             | Echmiadzin (Armenia)      | Medalla de oro    | Individual       |
| 2014                             | Echmiadzin (Armenia)      | Medalla de plata  | Equipo           |
| 2022                             | Múnich (Alemania)         | Medalla de plata  | Individual       |
| 2022                             | Múnich (Alemania)         | Medalla de plata  | Equipo mixto     |
| 2024                             | Essen (Alemania)          | Medalla de oro    | Equipo mixto     |